# Clavaria
Clavaria is een geslacht van schimmels in de familie Clavariaceae. Het geslacht werd beschreven door de Franse botanicus Sébastien Vaillant en in 1753 werd de wetenschappelijke naam geldig gepubliceerd door Carl Linnaeus in Species plantarum. 

## Kenmerken
De vruchtlichamen groeien individueel, in groepen of in bosjes op de grond. Ze zijn meestal onvertakt. Bij sommige soorten vertakt en vaak broos. Het kleurenpalet varieert van wit, grijs, roze, violet, geel, oker en bruin tot zwart. 

## Geslachten
Volgens Index Fungorum telt dit geslacht 162 soorten (peildatum april 2023):
| Soortnaam                                  | Auteur(s)                                 | Publicatiejaar |
| ------------------------------------------ | ----------------------------------------- | -------------- |
| Clavaria acetosa                           | Velen.                                    | 1922           |
| Clavaria acuta                             | Sowerby                                   | 1801           |
| Clavaria aestivalis                        | Romagn.                                   | 1970           |
| Clavaria afrolutea                         | P. Roberts                                | 1999           |
| Clavaria albidobisa                        | Singer                                    | 1969           |
| Clavaria alboglobospora                    | R.H. Petersen                             | 1988           |
| Clavaria amoenoides                        | Corner, K.S. Thind & Anand                | 1956           |
| Clavaria appendiculata                     | Franchi & M. Marchetti                    | 2019           |
| Clavaria apulica                           | Agnello & Papetti                         | 2020           |
| Clavaria arborea                           | G.F. Atk.                                 | 1908           |
| Clavaria arborescens                       | Berk.                                     | 1855           |
| Clavaria ardosiaca                         | R.H. Petersen                             | 1988           |
| Clavaria argillacea (Heideknotszwam)       | Pers.                                     | 1797           |
| Clavaria atrobadia                         | Corner                                    | 1950           |
| Clavaria atrofusca (Ruwsporige knotszwam)  | Velen.                                    | 1939           |
| Clavaria atroumbrina                       | Corner                                    | 1950           |
| Clavaria avellaneonigrescens               | S. Imai                                   | 1930           |
| Clavaria baileyi                           | Massee                                    | 1913           |
| Clavaria barbensis                         | L.D. Gómez                                | 1972           |
| Clavaria barlae                            | Bres.                                     | 1916           |
| Clavaria borealis                          | R.H. Petersen                             | 1986           |
| Clavaria braunii                           | Henn.                                     | 1893           |
| Clavaria caepicolorosa                     | S.G.M. Fawc.                              | 1939           |
| Clavaria calabrica                         | Franchi & M. Marchetti                    | 2017           |
| Clavaria californica                       | R.H. Petersen                             | 1969           |
| Clavaria caloceriformis                    | Oudem.                                    | 1902           |
| Clavaria chrysenteron (Goudvleesknotszwam) | Maas Geest.                               | 1976           |
| Clavaria citriceps                         | G.F. Atk.                                 | 1908           |
| Clavaria citrinescens                      | Velen.                                    | 1939           |
| Clavaria citrinorubra                      | R.H. Petersen                             | 1978           |
| Clavaria cladonia                          | Speg.                                     | 1884           |
| Clavaria clavata                           | Peck                                      | 1873           |
| Clavaria combustorum                       | Velen.                                    | 1939           |
| Clavaria comosa                            | Pat.                                      | 1906           |
| Clavaria congesta                          | Corner                                    | 1967           |
| Clavaria corbierei                         | Bourdot & Galzin                          | 1928           |
| Clavaria cretacea                          | Coker                                     | 2019           |
| Clavaria cristatula                        | Henn. & E. Nyman                          | 1899           |
| Clavaria crosslandii                       | Cotton                                    | 1912           |
| Clavaria cupreicolor                       | R.H. Petersen                             | 1988           |
| Clavaria densa                             | Peck                                      | 1888           |
| Clavaria diverticulata                     | A.N.M. Furtado & M.A. Neves               | 2016           |
| Clavaria dubiosa                           | Speg.                                     | 1881           |
| Clavaria echinobrevispora                  | R.H. Petersen                             | 1988           |
| Clavaria echinonivosa                      | R.H. Petersen                             | 1988           |
| Clavaria echino-olivacea                   | R.H. Petersen                             | 1988           |
| Clavaria exigua                            | Peck                                      | 1902           |
| Clavaria extensa                           | Herp.                                     | 1912           |
| Clavaria falcata (Spitse knotszwam)        | Pers.                                     | 1794           |
| Clavaria falcatispora                      | Velen.                                    | 1939           |
| Clavaria fastidiosa                        | S. Imai                                   | 1941           |
| Clavaria favrei                            | (Quél.) Sacc. & Traverso                  | 1912           |
| Clavaria fellea                            | Peck                                      | 1898           |
| Clavaria filiola                           | Corner                                    | 1950           |
| Clavaria flavipes                          | Pers.                                     | 1794           |
| Clavaria flavopurpurea                     | R.H. Petersen                             | 1988           |
| Clavaria flavostellifera                   | Olariaga, Salcedo, P.P. Daniëls & Kautman | 2015           |
| Clavaria flavuloides                       | Burt                                      | 1922           |
| Clavaria foetida                           | G.F. Atk.                                 | 1908           |
| Clavaria fragiliformis                     | Velen.                                    | 1947           |
| Clavaria fragilis (Wormvormige knotszwam)  | Holmsk.                                   | 1790           |
| Clavaria fumosa (Rookknotszwam)            | Pers.                                     | 1796           |
| Clavaria fumosoides                        | Kauffman                                  | 1928           |
| Clavaria fuscoferruginea                   | Leathers                                  | 1956           |
| Clavaria fusispora                         | (Corner) R.H. Petersen                    | 1980           |
| Clavaria gelatinosa                        | Coker                                     | 1923           |
| Clavaria gibbsiae                          | Ramsb.                                    | 1917           |
| Clavaria globospora                        | Kauffman                                  | 1928           |
| Clavaria gollanii                          | Henn.                                     | 1900           |
| Clavaria greletii (Donkere knotszwam)      | Boud.                                     | 1917           |
| Clavaria greletoides                       | Arauzo & P. Iglesias                      | 2017           |
| Clavaria griseobrunnea                     | Olariaga, Salcedo, Albizu & Kautmanová    | 2016           |
| Clavaria griseolilacina                    | P. Zhang                                  | 2020           |
| Clavaria guarapiensis                      | Speg.                                     | 1884           |
| Clavaria guilleminii                       | Bourdot & Galzin                          | 1928           |
| Clavaria helicoides                        | Pat. & Demange                            | 1910           |
| Clavaria incarnata (Zonnegloedknotszwam)   | Weinm.                                    | 1836           |
| Clavaria indica                            | Corner, K.S. Thind & Dev                  | 1958           |
| Clavaria informis                          | E.H.L. Krause                             | 1929           |
| Clavaria isabellina                        | Bres.                                     | 1911           |
| Clavaria kisoensis                         | S. Imai                                   | 1941           |
| Clavaria krieglsteineri (Leemknotszwam)    | Kajan & Grauw.                            | 1987           |
| Clavaria lanceolata                        | S. Imai                                   | 1930           |
| Clavaria leucoporphyria                    | Singer                                    | 1947           |
| Clavaria lithocras                         | D.A. Reid                                 | 1958           |
| Clavaria longispora                        | Corner                                    | 1967           |
| Clavaria luteostirpata                     | S.G.M. Fawc.                              | 1939           |
| Clavaria macounii                          | Peck                                      | 1894           |
| Clavaria maricola                          | Kauffman                                  | 1928           |
| Clavaria martinii                          | Corner                                    | 1967           |
| Clavaria meakanensis                       | S. Imai                                   | 1930           |
| Clavaria megaspinosa                       | R.H. Petersen                             | 1988           |
| Clavaria messapica                         | Agnello, Kautman. & M. Carbone            | 2015           |
| Clavaria mima                              | R.H. Petersen                             | 1988           |
| Clavaria minima                            | Corner                                    | 1957           |
| Clavaria murina                            | Velen.                                    | 1947           |
| Clavaria muscula                           | R.H. Petersen                             | 1978           |
| Clavaria musculospinosa                    | R.H. Petersen                             | 1988           |
| Clavaria mutans                            | Burt                                      | 1922           |
| Clavaria nebulosa                          | Peck                                      | 1898           |
| Clavaria nebulosoides                      | Kauffman                                  | 1926           |
| Clavaria neofossicola                      | Corner                                    | 1967           |
| Clavaria neonigrita                        | R.H. Petersen                             | 1969           |
| Clavaria nigricans                         | Lloyd                                     | 1917           |
| Clavaria nodulosperma                      | G.F. Atk.                                 | 1909           |
| Clavaria nymaniana                         | Henn. & E. Nyman                          | 1899           |
| Clavaria obtusata                          | Boud.                                     | 1917           |
| Clavaria occidentalis                      | Zeller                                    | 1929           |
| Clavaria ochracea                          | Velen.                                    | 1922           |
| Clavaria odoratissima                      | Peck                                      | 1913           |
| Clavaria oreoselini                        | Velen.                                    | 1947           |
| Clavaria oronoensis                        | R.H. Petersen & Litten                    | 1989           |
| Clavaria pallidorosea                      | S.G.M. Fawc.                              | 1939           |
| Clavaria parallela                         | Rick                                      | 1931           |
| Clavaria parvispora                        | Kautman., Majerová & Olariaga             | 2019           |
| Clavaria perforata                         | Velen.                                    | 1939           |
| Clavaria phoenicea                         | Zoll.                                     | 1847           |
| Clavaria phycophila                        | Leathers                                  | 1956           |
| Clavaria pinophila                         | Peck                                      | 1884           |
| Clavaria pisana                            | Franchi & M. Marchetti                    | 2021           |
| Clavaria plumbeoargillacea                 | R.H. Petersen                             | 1988           |
| Clavaria pseudoincarnata                   | Franchi & M. Marchetti                    | 2019           |
| Clavaria pulcherrima                       | Lj.N. Vassiljeva                          | 1950           |
| Clavaria pullei (Zwartbruine knotszwam)    | Donk                                      | 1933           |
| Clavaria pulverulentorosea                 | Speg.                                     | 1921           |
| Clavaria pulvinaris (Dwergknotszwam)       | Maas Geest.                               | 1976           |
| Clavaria pumanquensis                      | Lazo                                      | 1972           |
| Clavaria pygmaea                           | Rick                                      | 1931           |
| Clavaria radotinensis                      | Velen.                                    | 1939           |
| Clavaria raveneliana                       | Coker                                     | 1982           |
| Clavaria ravida (Grauwe knotszwam)         | Maas Geest.                               | 1976           |
| Clavaria redoleoalii                       | R.H. Petersen                             | 1988           |
| Clavaria regularis                         | Herp.                                     | 1912           |
| Clavaria ridleyi                           | Massee                                    | 1899           |
| Clavaria rigelliae                         | Velen.                                    | 1922           |
| Clavaria rosacea                           | Henn.                                     | 1908           |
| Clavaria rosea                             | Fr.                                       | 1821           |
| Clavaria roseoviolacea                     | R.H. Petersen                             | 1988           |
| Clavaria rosolana                          | Petch                                     | 1922           |
| Clavaria rubescens                         | Raf.                                      | 1813           |
| Clavaria rubicundula                       | Leathers                                  | 1956           |
| Clavaria rubrofiliformis                   | S. Imai                                   | 1941           |
| Clavaria rufobrunnea                       | Coker                                     | 2019           |
| Clavaria salentina                         | Agnello & Baglivo                         | 2011           |
| Clavaria sanguinaria                       | R. Heim                                   | 1949           |
| Clavaria sanguineoacuta                    | Overeem                                   | 1923           |
| Clavaria sarasinii                         | Cotton                                    | 1916           |
| Clavaria schroeteri                        | Henn.                                     | 1895           |
| Clavaria schweinfurthiana                  | Henn.                                     | 1898           |
| Clavaria seminicola                        | Henn.                                     | 1897           |
| Clavaria shimadae                          | S. Imai                                   | 1930           |
| Clavaria sinensis                          | P. Zhang                                  | 2020           |
| Clavaria sphagnicola                       | Boud.                                     | 1917           |
| Clavaria spiculospora                      | G.F. Atk.                                 | 1909           |
| Clavaria splendidula                       | S. Imai                                   | 1941           |
| Clavaria stegasauroides                    | R.H. Petersen                             | 1978           |
| Clavaria stellifera                        | J. Geesink & Bas                          | 1992           |
| Clavaria stillingeri                       | Coker                                     | 1927           |
| Clavaria straminea (Strogele knotszwam)    | Cotton                                    | 1911           |
| Clavaria subacuta                          | S. Ito & S. Imai                          | 1937           |
| Clavaria subaurantiaca                     | Henn. & E. Nyman                          | 1899           |
| Clavaria subaustralis                      | (R.H. Petersen) R.H. Petersen             | 1978           |
| Clavaria subfistulosa                      | Henn.                                     | 1898           |
| Clavaria subglobosa                        | (Corner) A.N.M. Furtado & M.A. Neves      | 2016           |
| Clavaria subsordida                        | R.H. Petersen                             | 1988           |
| Clavaria subtilissima                      | S. Imai                                   | 1941           |
| Clavaria subviolacea                       | R.H. Petersen                             | 1988           |
| Clavaria taxophila                         | Lloyd                                     | 1920           |
| Clavaria tenuipes (Brandplekknotszwam)     | Berk. & Broome                            | 1848           |
| Clavaria thymiphila                        | Velen.                                    | 1939           |
| Clavaria tortuosa                          | L.D. Gómez                                | 1972           |
| Clavaria trigonosperma                     | S. Imai                                   | 1941           |
| Clavaria tuberculospora                    | R.H. Petersen                             | 1988           |
| Clavaria typhoidea                         | Henn.                                     | 1899           |
| Clavaria tyrrhenica                        | Franchi & M. Marchetti                    | 2017           |
| Clavaria vermiculata                       | Scop.                                     | 1772           |
| Clavaria versatilis                        | (Quél.) Sacc. & Trotter                   | 1912           |
| Clavaria vinculum                          | Velen.                                    | 1947           |
| Clavaria xanthoporphyria                   | Singer                                    | 1947           |
| Clavaria xylarioides                       | Petch                                     | 1922           |
| Clavaria ypsilonidia                       | R.H. Petersen                             | 1988           |
| Clavaria zollingeri (Amethistknotszwam)    | Lév.                                      | 1846           |